# Marraskuun lauluja I
Marraskuun lauluja I (рус. «Ноябрьские песни, часть I») — шестой альбом финской фолк-рок-группы Viikate, записанный на студии Ranka Recordings и вышедший 17 января 2007 года.
Альбом держался на первой позиции в официальном чарте Финляндии на протяжении двух недель. Было продано более 19000 копий альбома.
Было выпущено два сингла — «Ei enkeleitä» и «Ah, ahraita aikoja». На последний был снят видеоклип, в котором помимо самой группы участвует басист Stam1na Антти Хюурюнен.

## Список композиций
1. Yökunnaat (4:28)
2. Uurastaja (3:54)
3. Padat (3:51)
4. Ei enkeleitä (4:26)
5. Unen nukkuja (4:18)
6. Ah, ahtaita aikoja (4:06)
7. Vyö (4:53)
8. Leikatun konjakin salaisuus (2:00)
9. Susitaival (5:00)

## Состав
- Каарле Виикате — гитара, вокал
- Ари Тайминен — гитара, бэк-вокал
- Эркка Коскинен — бас, бэк-вокал, фортепиано
- Симо Кайристола — ударные